# Dactylocerca xanthosoma
Dactylocerca xanthosoma is een insectensoort uit de familie Anisembiidae, die tot de orde webspinners (Embioptera) behoort. De soort komt voor in Mexico.
Dactylocerca xanthosoma is voor het eerst wetenschappelijk beschreven door Ross in 2003.